# Véronique Trillet-Lenoir
Véronique Trillet-Lenoir (12 de junho de 1957 - 9 de agosto de 2023) foi uma oncologista francesa e política do Renascimento (RE), que foi eleita deputada ao Parlamento Europeu em 2019. Desde que ingressou no Parlamento, Trillet-Lenoir é membro da Comissão do Ambiente, da Saúde Pública e da Segurança Alimentar.

## Carreira
Trillet-Lenoir recebeu uma autorização para conduzir pesquisas e uma cátedra em 1993.
A partir de 2013, Trillet-Lenoir actuou como presidente do conselho de administração do Cancéropôle Lyon Auvergne-Rhône-Alpes (CLARA), um grupo de pesquisa dedicado ao cancro. Ela também foi membro do conselho de diretores do National Cancer Institute.
Trillet-Lenoir tornou-se professora associada da Faculdade de Medicina da Universidade Jiao Tong de Xangai em 2018. Ela já visitava a universidade desde 2011, tendo contribuído para a implantação do primeiro programa de mestrado em oncologia.

## Carreira política
Trillet-Lenoir tornou-se membro do Parlamento Europeu nas eleições de 2019. Desde então, ela tem servido na Comissão do Meio Ambiente, Saúde Pública e Segurança Alimentar. Em 2020, ela juntou-se ao Comité Especial para Vencer o Cancro. Ela também é relatora do seu grupo parlamentar sobre medidas contra o cancro.
Além de suas atribuições, Trillet-Lenoir tem co-presidido o grupo Membros do Parlamento Europeu Contra o Cancro.

## Honras
- 2008 - Legião de Honra[9]
- 2016 - Ordem Nacional do Mérito[10]